# Нангку
Нангку (англ. Nanggu language [naᵑɡu]; также энгдеву, англ. Engdewu) — один из двух рифско-санта-крусских языков (второй это санта-крусский). На этом языке говорят жители трёх деревень на острове Нендо. Нангку был подробно описан в 2013 году лингвистом по имени Андерс Ваа (англ. Anders Vaa).

## Название
Язык более известен как нангку (англ. Nanggu language) из-за названия деревень, на которых говорят на этом языке. Также распространены названия нангу (англ. Nangu) и нагу (англ. Nagu).
Среди коренного населения более распространено самоназвание энгдеву (англ. Engdewu), по названию ныне не существующего населённого пункта. Это название чаще используется лингвистами как официальное.